# Reserva natural Erzi
La reserva natural Erzi (en ruso: Эрзи заповедник), también conocida simplemente como Erzee, es un zapovédnik ruso (reserva natural estricta) situado en la ladera norte del Gran Cáucaso en la cuenca Dzheyrahsky Assinsky, adyacente a la Cordillera Skalisty (una cadena de montañas de altura media que corre paralela a la cordillera principal del Cáucaso, pero justo al norte). Los ríos de la reserva incluyen el Asa y el Armji que desembocan en el río Térek. El tercio norte del territorio está cubierto de bosques, el área de la cresta está formada por praderas alpinas y estepa montañosa. La reserva también protege más de 160 sitios históricos y culturales: torres marciales, templos, tramos de necrópolis, arboledas sagradas y estructuras de culturas antiguas, medievales y posteriores, muchas de ellas del pueblo ingusetio. La reserva está situada en los distritos administrativos (raión) de Dzheiraj y Sunzhen de la República de Ingusetia.

## Topografía

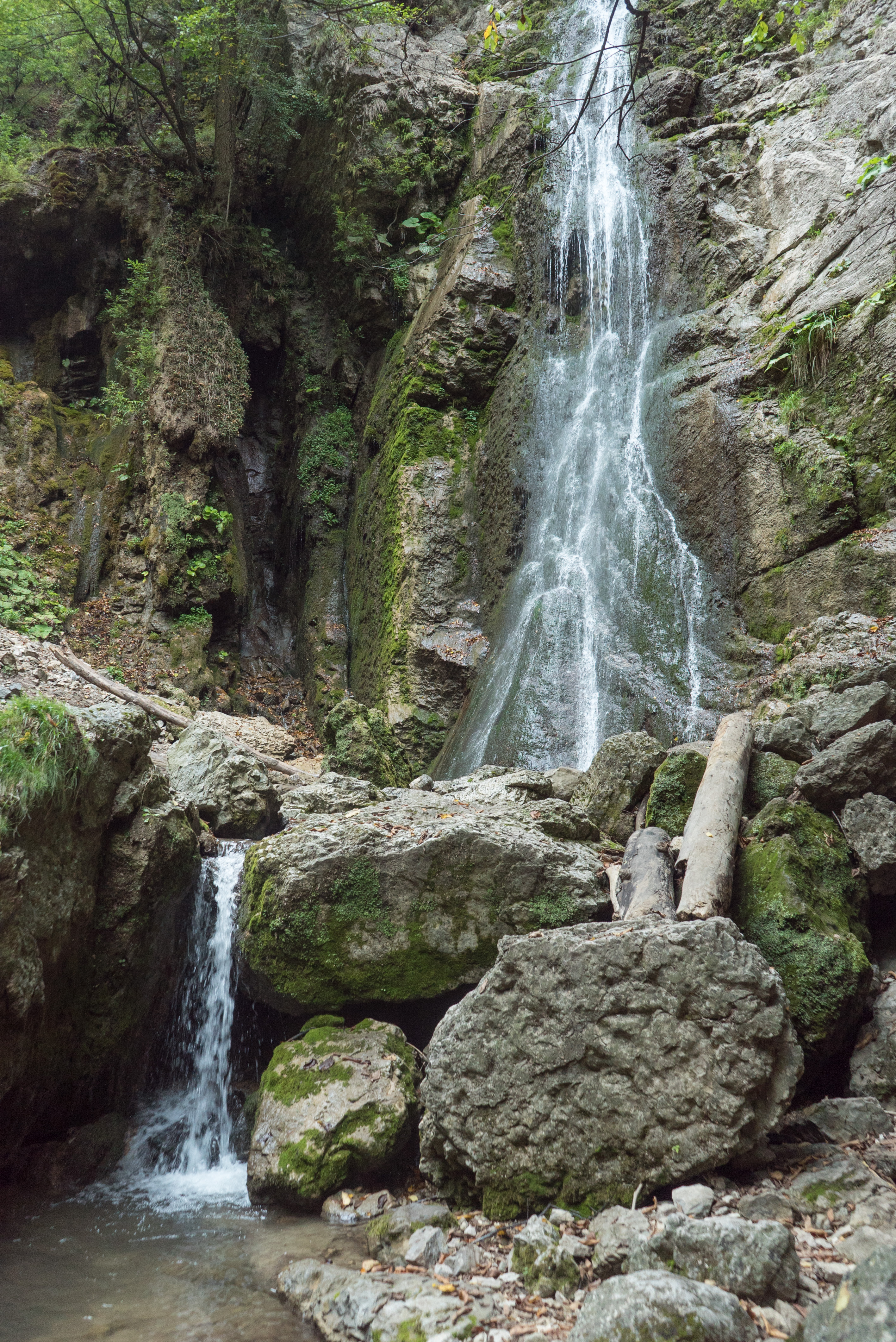
Cascada Eco-Chuzhinskiy en la reserva

La reserva se encuentra situada en un terreno montañoso en la vertiente norte del Cáucaso. El río Asa (río Sunzha) y el río Armji corren de sur a norte a través de la reserva (el Asa forma la frontera occidental de la reserva), en su camino hacia el río Térek, que desemboca en el mar Caspio al este. A través de la reserva, justo al norte de la cordillera principal (que está formada por rocas de esquistos y areniscas) del Cáucaso, corre una cordillera paralela más baja de roca carbonatada llamada «Скалистый хребет» (Cordillera Rocosa). La depresión entre la cresta principal y la paralela se llama «Jura norte». El paisaje presenta estribaciones de cadenas montañosas sobre profundos valles de ríos, laderas empinadas del sur y laderas del norte de suave pendiente. El 2 % de la reserva está formada por roca y glaciares por encima de los 3500 metros.

## Ecorregión y clima
Erzi se encuentra en la ecorregión del bosque mixto del Cáucaso. Esta ecorregión se encuentra a lo largo de las montañas del Cáucaso entre el mar Negro y el mar Caspio y constituye uno de los niveles más altos de endemismo y biodiversidad de especies en el mundo: 23 % de especies de plantas vasculares y 10 % de vertebrados.
El clima característico de la reserva es clima continental húmedo, con veranos fríos (clasificación climática de Köppen (Dfc)). Este clima se caracteriza por inviernos largos y fríos y veranos cortos y frescos. En la reserva de Erzi, la altitud es el motor del clima local: por debajo de los 2000 metros, el clima es cálido y seco; por encima de los 2000 metros es frío y húmedo. El promedio de días de precipitación es de 113 días al año. Las lluvias de verano suelen ser intensas y violentas, debido al ascenso de las corrientes de aire térmico. La temperatura media en enero es de −1,4 grados Celsius (29,5 °F) y en julio de 26,4 grados Celsius (79,5 °F).

## Flora y fauna
Alrededor de un tercio de la reserva está cubierta de bosques, principalmente en las laderas más bajas del norte. Los bosques son en su mayoría comunidades de robles (en la Cordillera Rocosa y depresión a 800 metros) y hayas (a 1500 metros). La flora en los niveles medios incluye el espino amarillo (Hippophae), sauce, aliso gris y, en algunos lugares, avellano extenso. Al acercarse a la zona subalpina, el pincel presenta rododendros caucásicos. Por encima de los 2000 metros, pero por debajo de la zona alpina a 2500 metros, hay un cinturón de estepa forestal montañosa: estepas xerofíticas de hierbas formadas por trigo, ajenjo y cereales en suelos de praderas poco profundas.
La fauna presente en la reserva aún está siendo inventariada y estudiada, ya que la reserva es una de las más nuevas del sistema. A partir de 2016, ya se habían registrado 115 especies de aves, 60 especies de mamíferos (quince de los cuales tenían pezuñas, diez eran murciélagos y veinte eran roedores).

## Ecoturismo

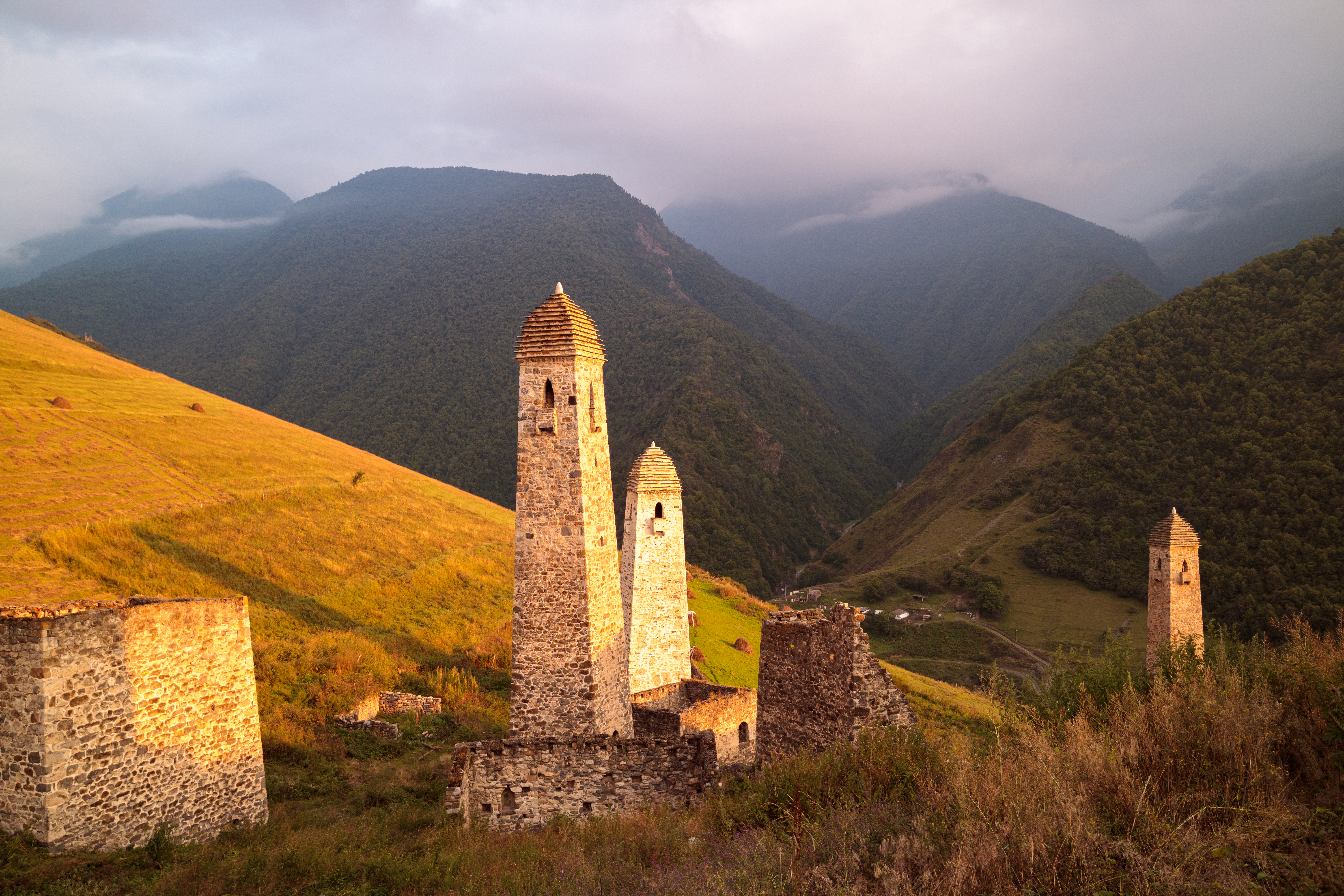
Torres defensivas del pueblo ingusetio que datan de los siglos XV-XVII ubicadas dentro de la reserva

Como reserva natural estricta, la reserva Erzi  está en su mayor parte cerrada al público en general, aunque los científicos y aquellos con fines de «educación ambiental» pueden hacer arreglos con la administración de la reserva para realizar visitas. Hay media docena de «rutas ecoturísticas» principales que se han habilitado para los visitantes. Los alojamientos están disponibles en las zonas de amortiguamiento fuera de la reserva, y algunas excursiones tienen un servicio de autobús diario que lleva a los turistas a los puntos de partida de los senderos. Los permisos para visitar la reserva deben obtenerse con anticipación. La oficina principal está en la ciudad de Nazran.